# Malmö teatermuseum för scen- och manegekonst

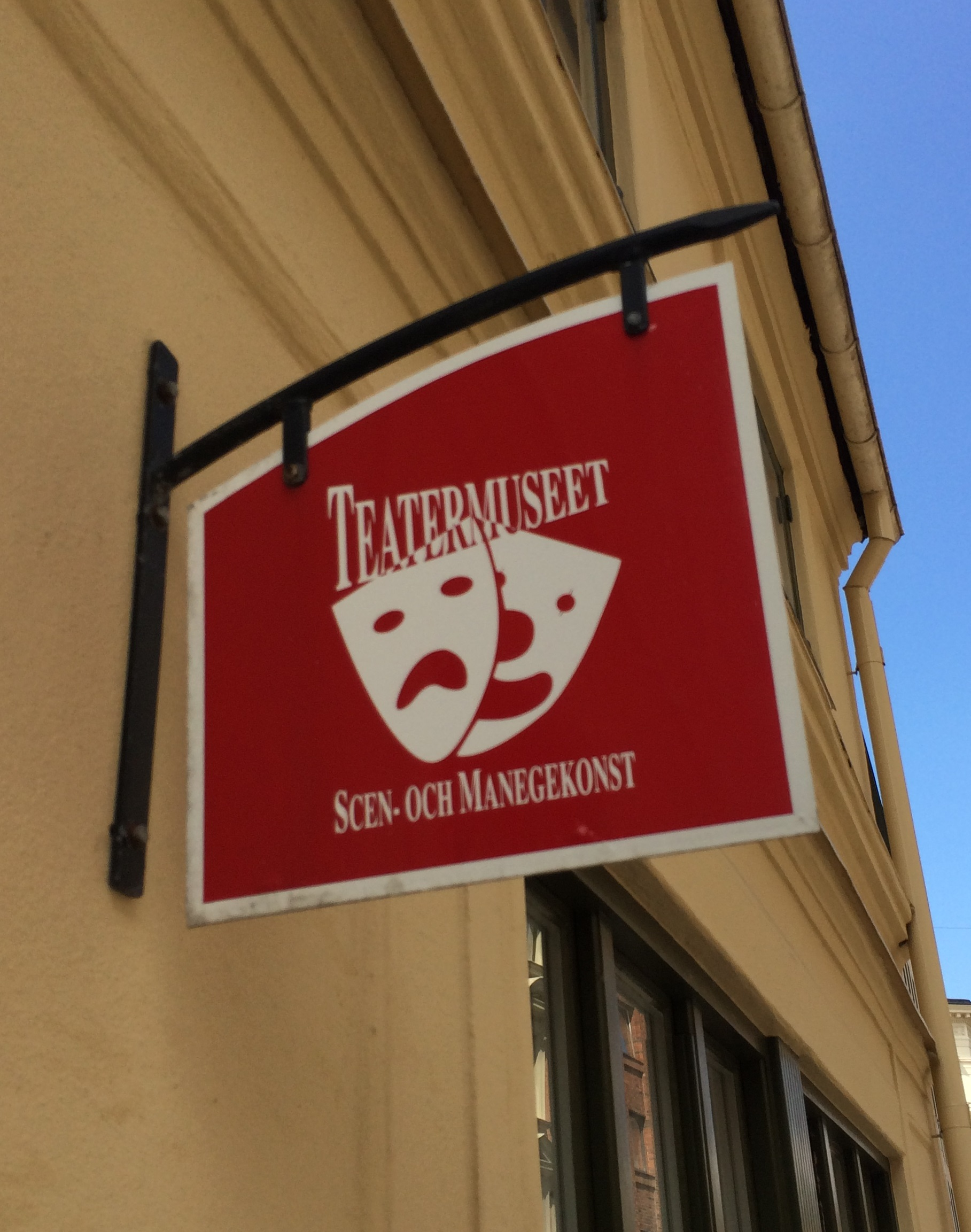
Skylt utanför Teatermuseet.

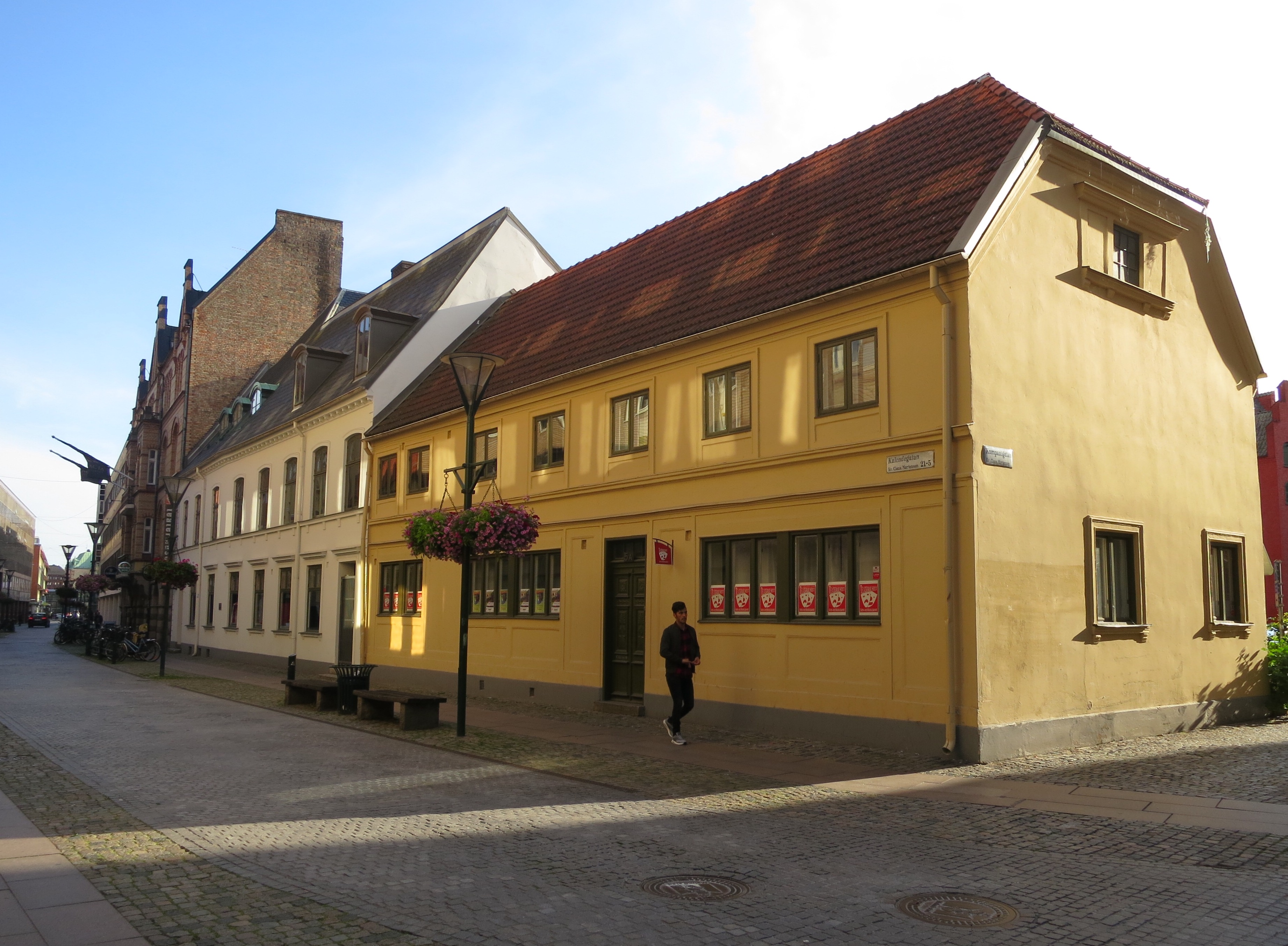
Byggnaden på Kalendegatan.

Malmö teatermuseum för scen- och manegekonst är ett fristående teater- och cirkushistoriskt museum på Kalendegatan i centrala Malmö.
Museet är beläget i Ärkebiskopsgården i Malmö, ett historiskt hus med anor från 1400-talet, då det tillhörde ärkebiskopen Birger Gunnersen. Det drivs av Föreningen scen och manege med visst kommunalt stöd och har förutom växlande utställningar och föredragsverksamheter med mera. Man har även permanenta utställningar samt ett arkiv om bland annat Nils Poppe, Edvard Persson, modeller av scenografier och stadens gamla teatrar. 
Man förvaltar ett omfattande arkiv från Skånes teatrar och cirkusverksamheter, såsom den gamla Hippodromen, Malmö Teater, Malmö stadsteater, Malmö Opera, Skånes Dansteater, Helsingborgs stadsteater, Helsingborgsrevyn, Fredriksdalsteatern, Studioteatern, Nöjesteatern, Arlövsrevyn med mera. Museet ger också ut böcker och skrifter.